# Antipterna glacialis
Antipterna glacialis är en fjärilsart som beskrevs av Edward Meyrick 1885. Antipterna glacialis ingår i släktet Antipterna och familjen praktmalar, Oecophoridae. Inga underarter finns listade i Catalogue of Life.